# Цзиньчжай
Цзиньчжа́й (кит. упр. 金寨, пиньинь Jīnzhài) — уезд городского округа Луань провинции Аньхой (КНР).

## История
В 1932 году гоминьдановские войска под командованием Вэй Лихуана, которые вели борьбу с коммунистами на стыке провинций Хэнань, Аньхой и Хубэй, заняли посёлок Цзиньцзячжай (金家寨), и в этих местах был образован уезд Лихуан (立煌县) провинции Хэнань. В 1933 году уезд Лихуан был передан из состава провинции Хэнань в состав провинции Аньхой.
Во время войны с Японией после того, как в 1938 году японскими войсками был взят Аньцин, в уезд Лихуан перебрались власти провинции Аньхой, и оставались здесь до капитуляции Японии в 1945 году.
Во время гражданской войны уезд был в сентябре 1947 года занят войсками коммунистов, и переименован из Лихуан в Цзиньчжай.
В 1949 году был образован Специальный район Луань (六安专区), и уезд вошёл в его состав. В 1971 году Специальный район Луань был переименован в Округ Луань (六安地区). В 2000 году округ Луань был преобразован в городской округ Луань.

## Административное деление
Уезд делится на 12 посёлок и 11 волостей.